# Zamek w Barcianach
Zamek w Barcianach – krzyżacki zamek z XIV wieku w stylu gotyckim, położony we wsi Barciany w powiecie kętrzyńskim w województwie warmińsko-mazurskim.
W wieku XIV Barciany (dawne nazwy historyczne; Barty, Borty, niem Barten, Barthen) leżały w prowincji krzyżackiej Bartenland.

## Historia
Zamek zbudowany został zapewne na miejscu istniejącego grodu pruskiego, który zdobył zakon krzyżacki. Gród zniszczyli Prusowie w 1320. Z użyciem drewna warownia barciańska została odbudowana w 1325 roku.
Pod koniec XIV wieku wielki mistrz Winrich von Kniprode podjął decyzję o wydzieleniu nowego komturstwa. Zamek został sytuowany na niewielkim wzniesieniu otoczonym bagnami Liwny (dawna nazwa historyczna: Liebe).

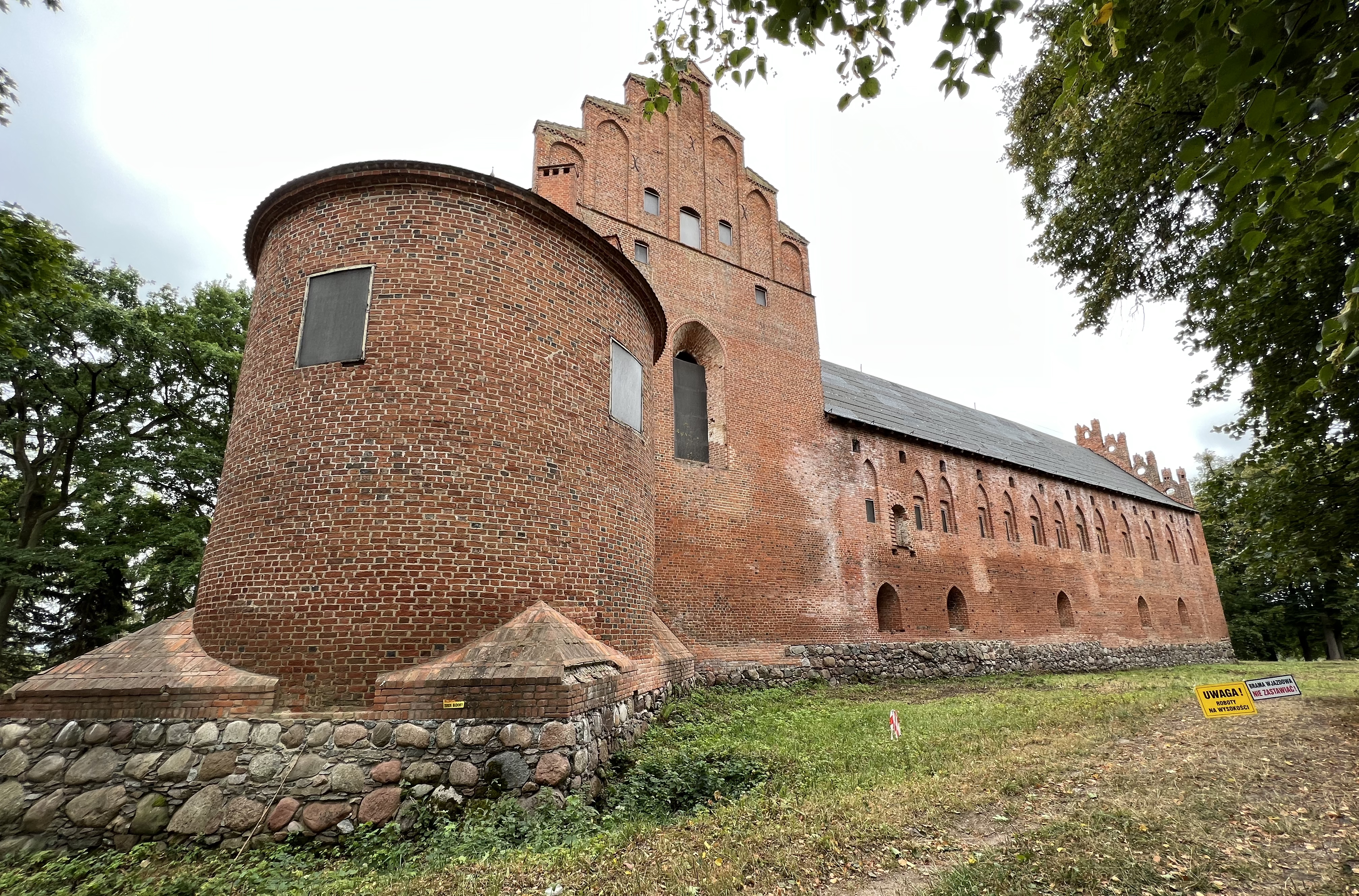

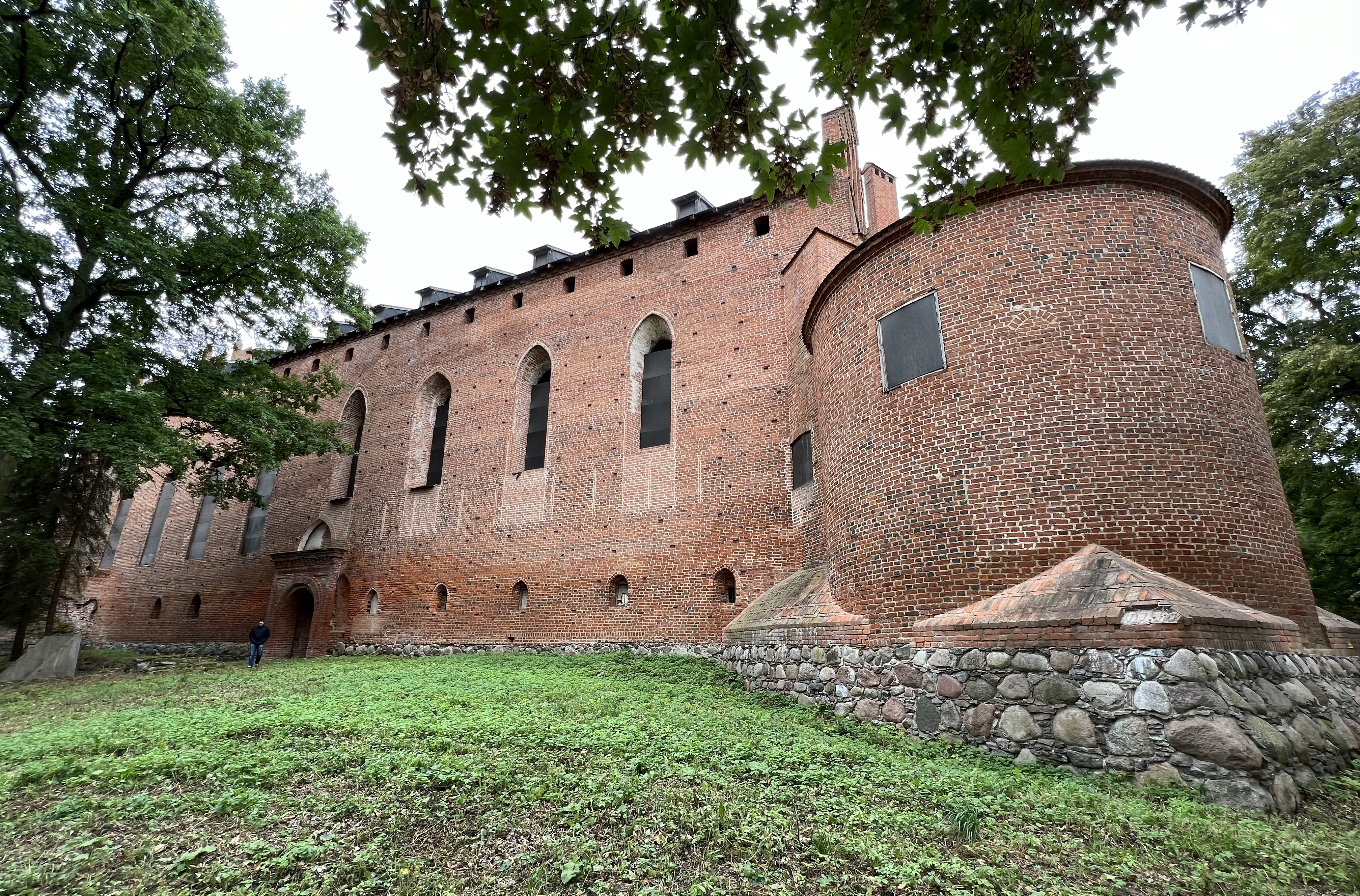

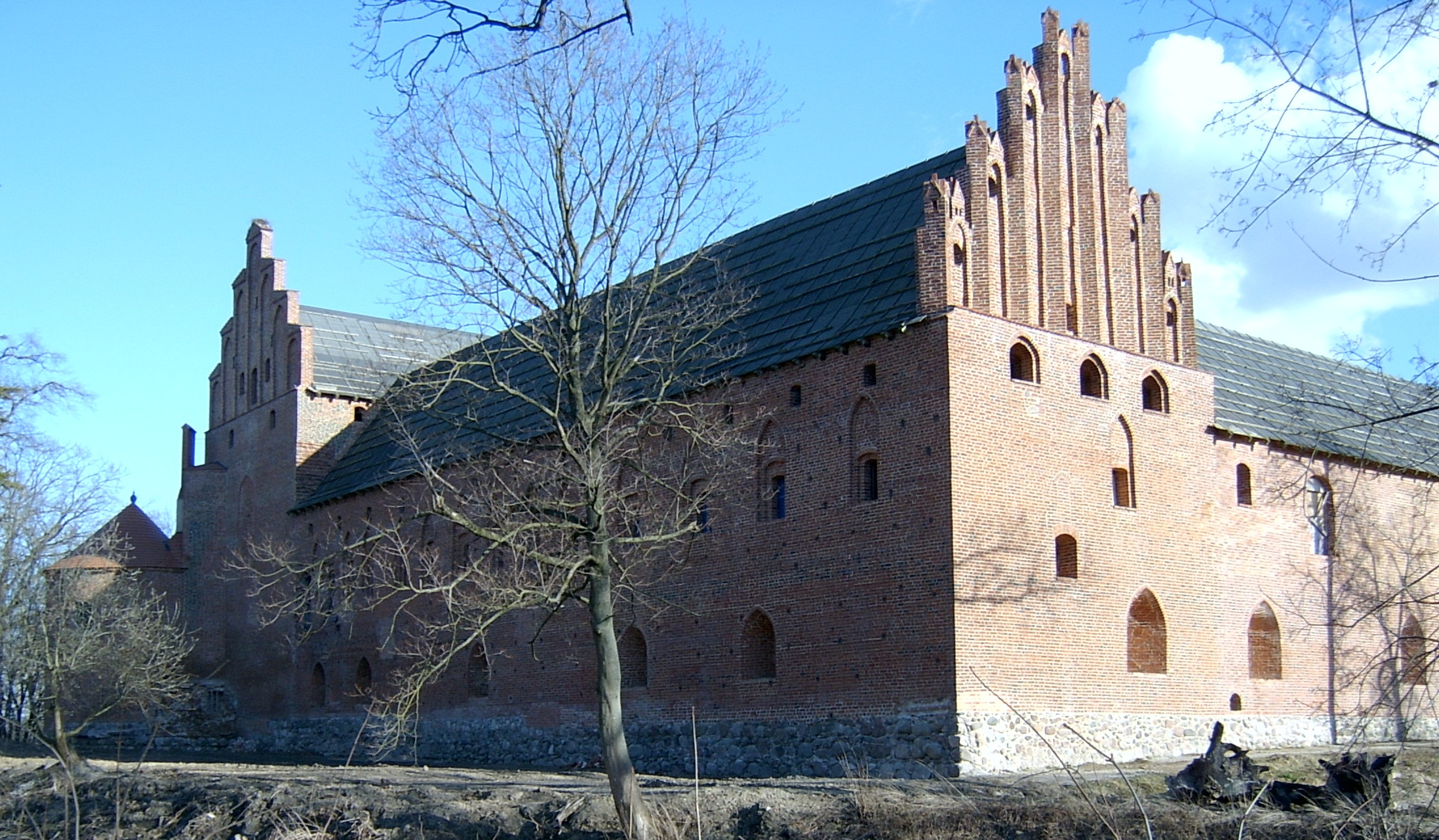

Budowę murowanego zamku przeprowadzono w latach 1377–1390, jednak nie zbudowano jeszcze wtedy wież. Otaczały go fortyfikacje zewnętrzne oraz fosa. Za fosą od strony wschodniej znajdowało się przedzamcze gospodarcze.
Do roku 1400 wzniesiono mury na planie prostokąta o wymiarach 55x58 oraz skrzydło wschodnie z bramą wjazdową. Następnie dobudowano trzykondygnacyjne skrzydło północne. Na początku XV wieku w narożniku północno-wschodnim dostawiono niską okrągłą basztę. Po sekularyzacji zakonu zamek był siedzibą zarządcy miejscowego majątku. W tym okresie wybudowano spichlerz przy murze zachodnim.
Od XIX wieku zamek pozostawał w rękach prywatnych, aż do 1945 roku. Po wojnie stanowił siedzibę miejscowego PGR-u. Mieściły się tu biura oraz magazyny.
Później został kupiony przez prywatnego inwestora, który miał w planach przystosować go do funkcji hotelowych. Rozpoczęte prace zostały jednak przerwane, obecnie nic tam się nie dzieje i jest obiektem zamkniętym. Zamek w Barcianach do naszych czasów zachował się w dobrym stanie i pozbawiony wyniosłych wież stanowi przykład zmian w krzyżackiej architekturze militarnej.
Pod koniec 2016 zamek był na sprzedaż.